# ان‌جی‌سی ۱۵۰
ان‌جی‌سی ۱۵۰ (انگلیسی: NGC 150) نام یک کهکشان در صورت فلکی سنگتراش است.